# Pueblo Cazes
Pueblo Cazes est une localité rurale argentine située dans le département de Colón et dans la province d'Entre Ríos.

## Démographie
La population de la localité, c'est-à-dire sans tenir compte de la zone rurale, était de 163 habitants en 1991 et de 216 en 2001. La population territoriale de compétence du conseil d'administration était de 349 habitants en 2001.

## Histoire
Comme d'autres villes d'Entre Ríos, Cazes est le fruit du travail de la Jewish Colonization Association et devient le berceau des relations entre les créoles locaux et les juifs nouvellement arrivés, qui fusionnent les cultures et tissent des liens. Avec la ville, sont apparus le Baron Hirsch Saloon, comme on appelle Maurice de Hirsch, fondateur de la JCA, dans la région, le cimetière israélite et, peu après, la Cooperativa de Agricultores Unidos.
Le conseil de direction a été créé par le décret no 3387/1985 MGJE du 3 septembre 1985 et ses limites juridictionnelles ont été établies par le décret no 5254/1987 MGJE du 11 septembre 1987. Lors des élections de 2011, les 5 membres du conseil de direction ont été élus dans un circuit électoral commun avec Hambis, mais sans l'intégrer dans leur juridiction.